# 欽ちゃんのスミちゃん 〜萩本欽一を愛した女性〜
『欽ちゃんのスミちゃん 〜萩本欽一を愛した女性〜』（きんちゃんのスミちゃん はぎもときんいちをあいしたじょせい）は、2024年8月31日に日本テレビ系『24時間テレビ47 愛は地球を救うのか?』内で放送された単発スペシャルドラマ。主演は伊藤淳史。
モデルの萩本欽一は、24時間テレビ創設時のメインパーソナリティを努めた。今作はその萩本とその妻・澄子との馴れ初めを中心にして、彼の半生を描く。
萩本を紹介したドキュメンタリーや過去出演番組の映像を挟みながらドラマが進行する。
視聴率は世帯15.6％（個人9.3％）と過去3年より高い視聴率を獲得した。

## キャスト

### 主要人物
萩本欽一
演 - 伊藤淳史

畠山澄子
演 - 波瑠
フランス座の花形ダンサー。引退後に萩本の妻となる。モデルは高峰みゆき。劇中での芸名は旧姓の本名である畠山澄子。実在の人物はストリッパーであるが、劇中では性的表現を排除した踊り子として描かれた。
佐藤マネジャー
演 - 香取慎吾
萩本欽一のマネージャー。モデルは浅井企画の佐藤宏榮（後の佐藤企画代表）。

### 東洋劇場
東八郎
演 - 東貴博
萩本が池信一の次に師と仰いだコメディアン。東貴博の父。
緑川
演 - 芹澤興人
演出家。モデルは東洋興業文芸部の緑川士朗。大宮敏充一座に入門志望だった萩本を東洋劇場に導いた人物。
山田
演 - 高橋努
劇団員。
渡辺
演 - リリー（見取り図）
劇団員。
石田瑛二
演 - 坪井信也（ヴィレッジ）
東洋劇場の花形芸人。東八郎・池信一とともに丁稚トリオとして人気を博した。

### 周辺人物
坂上二郎
演 - アタック西本（ジェラードン）
萩本とコント55号を組むことになるお笑い芸人。
芸能リポーター
演 - 渡辺隆（錦鯉）
モデルは梨元勝。番宣では梨本の名は使われず「伝説の芸能リポーター」と表現された。
電気屋さん
演 - チャンス大城
澄子の母
演 - 紫城いずみ
澄子の妹 アキコ
演 - 金澤美穂
笠原医師
演 - 小木茂光
産婦人科医
野久保医師
演 - 野村知広
内科医
萩本一童
演 - 阿部翔平、國府田望翔（子役）

## スタッフ
- 脚本 - 政池洋佑[2]
- 演出 - 内田秀実[2]
- 語り - 草彅剛[11]
- アイパートナー（副音声解説） - 梅原裕一郎
- 選曲 - 深井翠子
- VFX - 田中貴志
- 踊り振付・指導 - suzuyaka[12]
- 企画監修 - 田中裕樹[2]
- プロデューサー - 大倉寛子、鈴木香織、福井芽衣[2]
- チーフプロデューサー - 道坂忠久[2]
- 制作会社 - AX-ON[2]
- 製作著作 - 日本テレビ[2]

## VTRが使用された番組
括弧内はVTRに登場する出演者。
ドキュメンタリー編
- 欽きらリン530!!（草彅剛、松原桃太郎）

本編
- コント55号の裏番組をぶっとばせ!
- NTV紅白歌のベストテン（宮間利之とニューハード・オーケストラ）
- スター誕生!（森昌子・石野真子）
- コント55号のなんでそうなるの?
- 欽ちゃんのどこまでやるの!（真屋順子）
- 24時間テレビ 愛は地球を救う1（大竹しのぶ）
- 24時間テレビ 愛は地球を救う3（石野真子）
- 欽ちゃんの紅白歌合戦をぶっ飛ばせ!第1回全日本仮装大賞〜なんかやら仮そう!〜
- 24時間テレビ 愛は地球を救う30（坂上二郎・イモ欽トリオ・松居直美・勝俣州和・西尾由佳理・黒木瞳・新庄剛志・徳光和夫・タッキー&翼・谷村新司・ゴダイゴ・タカアンドトシ）
- 欽ちゃんライブ（勝俣州和）

## 評価
知られざる夫婦愛にSNSでは感動の声が多数を占めたが、映像化の許諾問題（後述）に加え、作家の岡田なおこは、澄子に関するエピソードの少なさや史実と異なる臨終シーンの演出などに苦言を呈した。

## 企画の許諾問題
萩本は、2024年9月18日放送のTOKYO FMのラジオ番組『TOKYO SPEAKEASY』の中で、「（『全日本仮装大賞』のディレクターが）『今日、後輩が来てるんだけど、大将（萩本）のスミちゃん（澄子）の本読んだらしいの。あの野郎、感激して、これドラマにしたいなって言ってたよ!』って。俺（萩本）が『笑っちゃうね!』って言ったら、テレビになってましたよ」と語っている。
これを受けて日本テレビは9月の定例記者会見で副社長の福田博之が会見し、「すべてきっちり確認許可を経て、制作に取りかかっている」と主張。双方の意見が対立する事となった。